# Rodrigo Pascual Cuenca Duarte
Rodrigo Pascual Cuenca Duarte (Asunción, Paraguay, 18 de mayo de 1996), más conocido como Rodri Cuenca, es un futbolista hispano-paraguayo. Juega como delantero en el Club Deportivo Atlético Baleares de la Segunda División B de España.

## Trayectoria
Es un delantero formado en el Club Deportivo Atlético Baleares. En la temporada 2016-17 estuvo cedido en las filas del Club de Futbol Pobla de Mafumet, con el que anotó diez tantos.
En la temporada 2017-18, regresó a las filas del Club Deportivo Atlético Baleares, pero una grave lesión en octubre de 2017 fue su lastre porque tan sólo pudo disputar seis encuentros.
En julio de 2018, el Nàstic de Tarragona incorpora a Rodri, que llega para reforzar una delantera procedente del Atlético Baleares de Segunda División B. Firma por cuatro temporadas tras finalizar su vinculación con el cuadro isleño.
El 30 de agosto de 2018, antes de cerrar el mercado veraniego de fichajes, el jugador llega cedido al CD Ebro del Grupo III de la Segunda División B  durante la temporada 2018/19.

## Clubes
| Club                    | País   | Año       |
| ----------------------- | ------ | --------- |
| C. D. Atlético Baleares | España | 2015-2016 |
| C. F. Pobla de Mafumet  | España | 2016-2017 |
| C. D. Atlético Baleares | España | 2017-2018 |
| Gimnàstic de Tarragona  | España | 2018      |
| C. D. Ebro              | España | 2018      |
| C. D. Atlético Baleares | España | 2019      |